# Regolarizzazione a variazione totale
La regolarizzazione a variazione totale (anche nota come total variation denoising) è un metodo di riduzione del rumore usato in elaborazione digitale delle immagini, basato sul principio che la presenza di rumore causa un incremento della variazione totale del segnale. Per questo motivo, una riduzione della variazione totale di un segnale, condotta sotto il vincolo di mantenere similitudine con il segnale originario, può essere usata per rimuovere il rumore e allo stesso tempo conservare i contenuti significativi. Il metodo è stato introdotto da Rudin, Osher e Fatemi nel 1992, motivo per cui è anche noto come modello ROF.
Rispetto a tecniche di riduzione del rumore come l'applicazione di un filtro gaussiano o di un filtro mediano, il metodo ha il vantaggio di essere particolarmente efficace nell'eliminare il rumore e allo stesso tempo meglio preservare i contorni, anche in caso di basso rapporto segnale/rumore.

## Caso unidimensionale

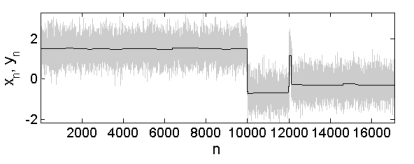
Esempio unidimensionale: in grigio il segnale originale, in nero il segnale risultante

La variazione totale di un segnale digitale {\displaystyle y_{n}:\mathbb {N} \to \mathbb {R} } può essere espressa come
{\displaystyle V(y)=\sum _{n}|y_{n+1}-y_{n}|.}
Dato un segnale {\displaystyle x} contenente una componente di rumore, l'obiettivo è quello di determinare un segnale {\displaystyle y} che sia simile a {\displaystyle x} ma con minima variazione totale. La dissimilarità tra i segnale può essere espressa nel senso dei minimi quadrati
{\displaystyle \operatorname {E} (x,y)={\frac {1}{n}}\sum _{n}(x_{n}-y_{n})^{2}.}
Il problema diventa quindi la minimizzazione del funzionale
{\displaystyle \operatorname {E} (x,y)+\lambda V(y).}
L'approccio usato originariamente dagli autori è quello di differenziare il funzionale rispetto a {\displaystyle y} e derivare una corrispondente equazione di Eulero-Lagrange, che può essere integrata numericamente ponendo il segnale originale {\displaystyle x} come condizione al contorno. In alternativa, essendo un funzionale convesso, è possibile applicare metodi di ottimizzazione convessa per determinare una soluzione ottimale.
Il parametro {\displaystyle \lambda } controlla la regolarizzazione e riveste un ruolo fondamentale. Quando {\displaystyle \lambda =0} non vi è alcuna regolarizzazione e il problema è equivalente ai soli minimi quadrati, e all'aumentare di {\displaystyle \lambda } aumenta l'importanza del termine di regolarizzazione e si indebolisce il requisito di similarità con il segnale originale.

## Caso bidimensionale
Un caso comune è quello di un segnale digitale bidimensionale, come ad esempio un'immagine digitale. L'espressione della variazione totale proposta originariamente dagli autori è
{\displaystyle V(y)=\sum _{i,j}{\sqrt {|y_{i+1,j}-y_{i,j}|^{2}+|y_{i,j+1}-y_{i,j}|^{2}}}}
che è una funzione isotropa e non differenziabile. Una variante anisotropa è talvolta usata in quanto può essere più semplice da ottimizzare
{\displaystyle V_{\operatorname {aniso} }(y)=\sum _{i,j}{\sqrt {|y_{i+1,j}-y_{i,j}|^{2}}}+{\sqrt {|y_{i,j+1}-y_{i,j}|^{2}}}=\sum _{i,j}|y_{i+1,j}-y_{i,j}|+|y_{i,j+1}-y_{i,j}|.}
Il problema ha ancora la forma di
{\displaystyle \min _{y}[\operatorname {E} (x,y)+\lambda V(y)],}
dove {\displaystyle E} è la norma L2 tra i segnali. A differenza del caso unidimensionale, la soluzione di questo problema di ottimizzazione non convessa è non banale. Il metodo dei punti interni può essere applicato per la sua soluzione.

## Equazione di Rudin-Osher-Fatemi
Nel caso generale, dato un segnale {\displaystyle f} soggetto a rumore, per determinare un segnale {\displaystyle u} con rumore ridotto, Rudin, Osher eFatemi proposero il seguente problema di ottimizzazione
{\displaystyle \min _{u\in \operatorname {BV} (\Omega )}\;\|u\|_{\operatorname {TV} (\Omega )}+{\lambda  \over 2}\int _{\Omega }(f-u)^{2}\,dx}
dove {\textstyle \operatorname {BV} (\Omega )} è l'insieme delle funzioni a variazione limitata a dominio in {\displaystyle \Omega }, {\textstyle \operatorname {TV} (\Omega )} è la variazione totale della funzione in {\displaystyle \Omega } e {\textstyle \lambda } è un coefficiente di regolarizzazione. Se {\textstyle u} è una funzione liscia, la variazione totale è data da
{\displaystyle \|u\|_{\operatorname {TV} (\Omega )}=\int _{\Omega }\|\nabla u\|\,dx}
dove {\textstyle \|\cdot \|} è la norma euclidea. La funzione obiettivo diventa
{\displaystyle \min _{u\in \operatorname {BV} (\Omega )}\;\int _{\Omega }\left[\|\nabla u\|+{\lambda  \over 2}(f-u)^{2}\right]\,dx}
ed, assumendo nessuna dipendenza temporale, è possibile derivare per tale funzionale la seguente equazione di Eulero-Lagrange, che è un'equazione differenziale alle derivate parziali ellittica
{\displaystyle {\begin{cases}\nabla \cdot \left({\nabla u \over {\|\nabla u\|}}\right)+\lambda (f-u)=0\quad &u\in \Omega \\{\partial u \over {\partial n}}=0\quad &u\in \partial \Omega .\end{cases}}}